# Irena Sendler
Irena Stanisława Sendler, da nubile Irena Krzyżanowska (Varsavia, 15 febbraio 1910 – Varsavia, 12 maggio 2008), è stata un'infermiera e assistente sociale polacca, che collaborò con la Resistenza (nome di battaglia: Jolanta) nella Polonia occupata durante la Seconda guerra mondiale.
Divenne nota per avere salvato, insieme con una ventina di altri membri della Resistenza polacca, circa 2.500 bambini ebrei, facendoli uscire di nascosto dal ghetto di Varsavia, fornendo falsi documenti e trovando rifugi in case al di fuori del ghetto.

## Biografia

### Infanzia e formazione
Irena Sendler nacque nella periferia operaia di Varsavia, in una famiglia cattolica polacca di orientamento politico socialista. Il padre, Stanisław Krzyżanowski, era medico; egli morì di tifo nel febbraio 1917, avendo contratto la malattia mentre assisteva gli ammalati che altri suoi colleghi si erano rifiutati di curare. Molti di questi ammalati erano ebrei: dopo la sua morte, i responsabili della comunità ebraica di Varsavia si offrirono di pagare gli studi di Irena come segno di riconoscenza. Di confessione cattolica, la ragazza sperimentò fin dall'adolescenza una profonda vicinanza ed empatia con il mondo ebraico. All'università, per esempio, si oppose alla ghettizzazione degli studenti ebrei, e come conseguenza venne sospesa dall'Università di Varsavia per tre anni.
Terminati gli studi, cominciò a lavorare come assistente sociale nelle città di Otwock e Tarczyn.

### Durante la Seconda guerra mondiale

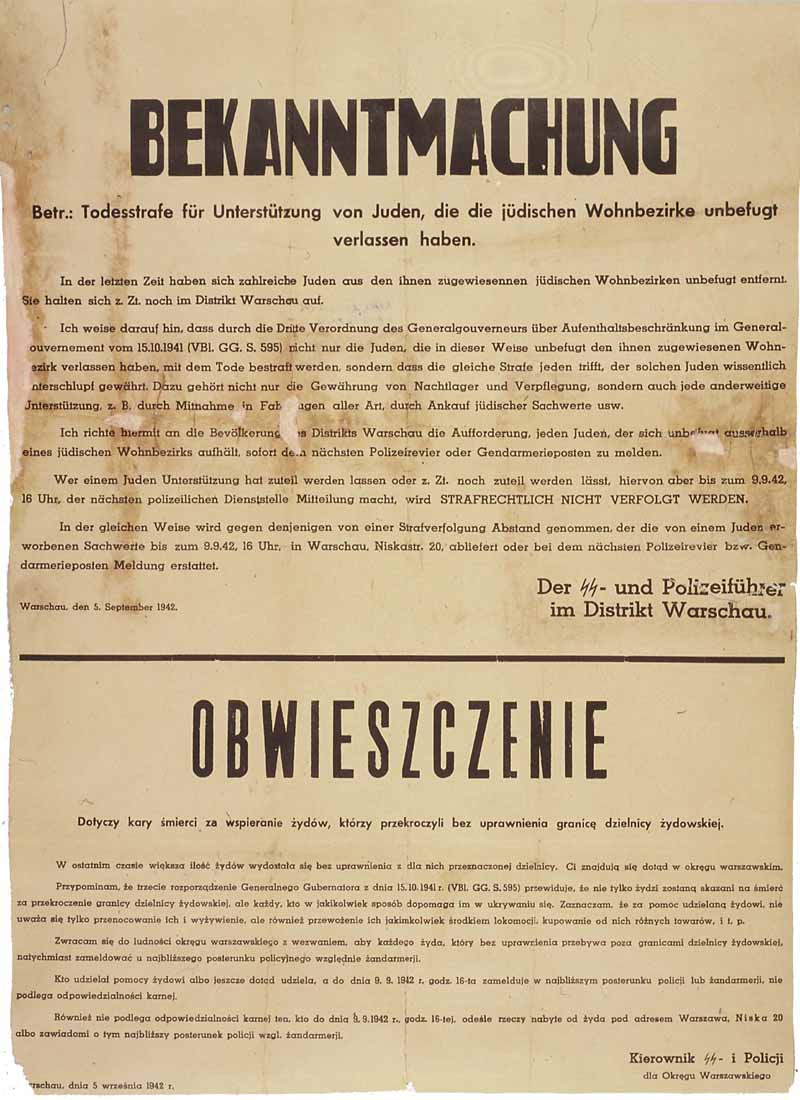
Manifesto nazista in tedesco e polacco, che minacciava di morte i polacchi che avessero aiutato gli ebrei

Trasferitasi a Varsavia, già da quando i nazisti occuparono la Polonia (1939) cominciò a lavorare per salvare gli Ebrei dalla persecuzione: con altri collaboratori, riuscì a procurare circa 3.000 falsi passaporti per aiutare famiglie ebraiche.
Nel 1942 entrò nella resistenza polacca, che al suo interno presentava forti contrasti fra la componente nazionalista e cattolica e la componente minoritaria comunista, contrasti che a volte si ripercuotevano anche nelle fasi decisionali. Il movimento clandestino, in prevalenza cattolico, di cui faceva parte la Sendler, la Żegota, incaricò la donna delle operazioni di salvataggio dei bambini ebrei del ghetto.
Come dipendente dei servizi sociali della municipalità, la Sendler ottenne un permesso speciale per entrare nel ghetto alla ricerca di eventuali sintomi di tifo (i tedeschi temevano che una epidemia di tifo avrebbe potuto spargersi anche al di fuori del ghetto stesso). Durante queste visite, la donna portava sui vestiti una Stella di Davide come segno di solidarietà con il popolo ebraico, come pure per non richiamare l'attenzione su di sé.
Irena, il cui nome di battaglia era "Jolanta", insieme ad altri membri della Resistenza, organizzò così la fuga dei bambini dal ghetto. I bambini più piccoli vennero portati fuori dal Ghetto dentro ambulanze o altri veicoli.
In altre circostanze, la donna si spacciò per un tecnico di condutture idrauliche e fognature: entrata nel ghetto con un furgone, riuscì a portare fuori alcuni neonati nascondendoli nel fondo di una cassa per attrezzi, o alcuni bambini più grandi chiusi in un sacco di juta. Nel retro del furgone, alcune volte aveva tenuto anche un cane addestrato ad abbaiare quando i soldati nazisti si avvicinavano, coprendo così il pianto dei bambini.

Fuori dal ghetto, la Sendler forniva ai bambini dei falsi documenti con nomi cristiani, e li portava nella campagna, dove li affidava a famiglie cristiane, oppure in alcuni conventi cattolici come quello delle Piccole Ancelle dell'Immacolata a Turkowice e Chotomów. Altri bambini vennero affidati direttamente a preti cattolici che li nascondevano nelle case canoniche. Come lei stessa ricordava 
(Irena Sendler nell'articolo: "È morta Irena Sendler: salvò la vita a 2.500 bambini ebrei" su Zenit del 13 maggio 2008)

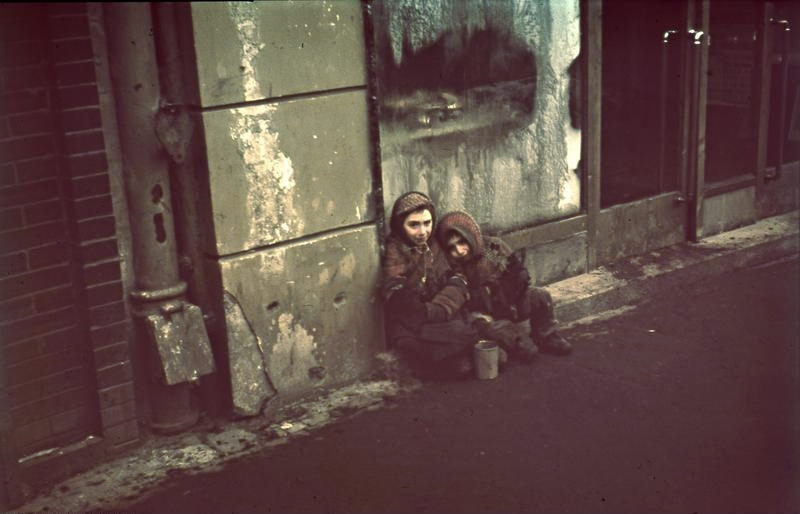
Bambini ebrei nel ghetto di Varsavia

Irena Sendler annotò i veri nomi dei bambini accanto a quelli falsi e seppellì gli elenchi dentro bottiglie e vasetti di marmellata sotto un albero del suo giardino, nella speranza di poter un giorno riconsegnare i bambini ai loro genitori.
(Irena Sendler, in una conversazione con Marek Halter a proposito del suo impegno nella Resistenza polacca)

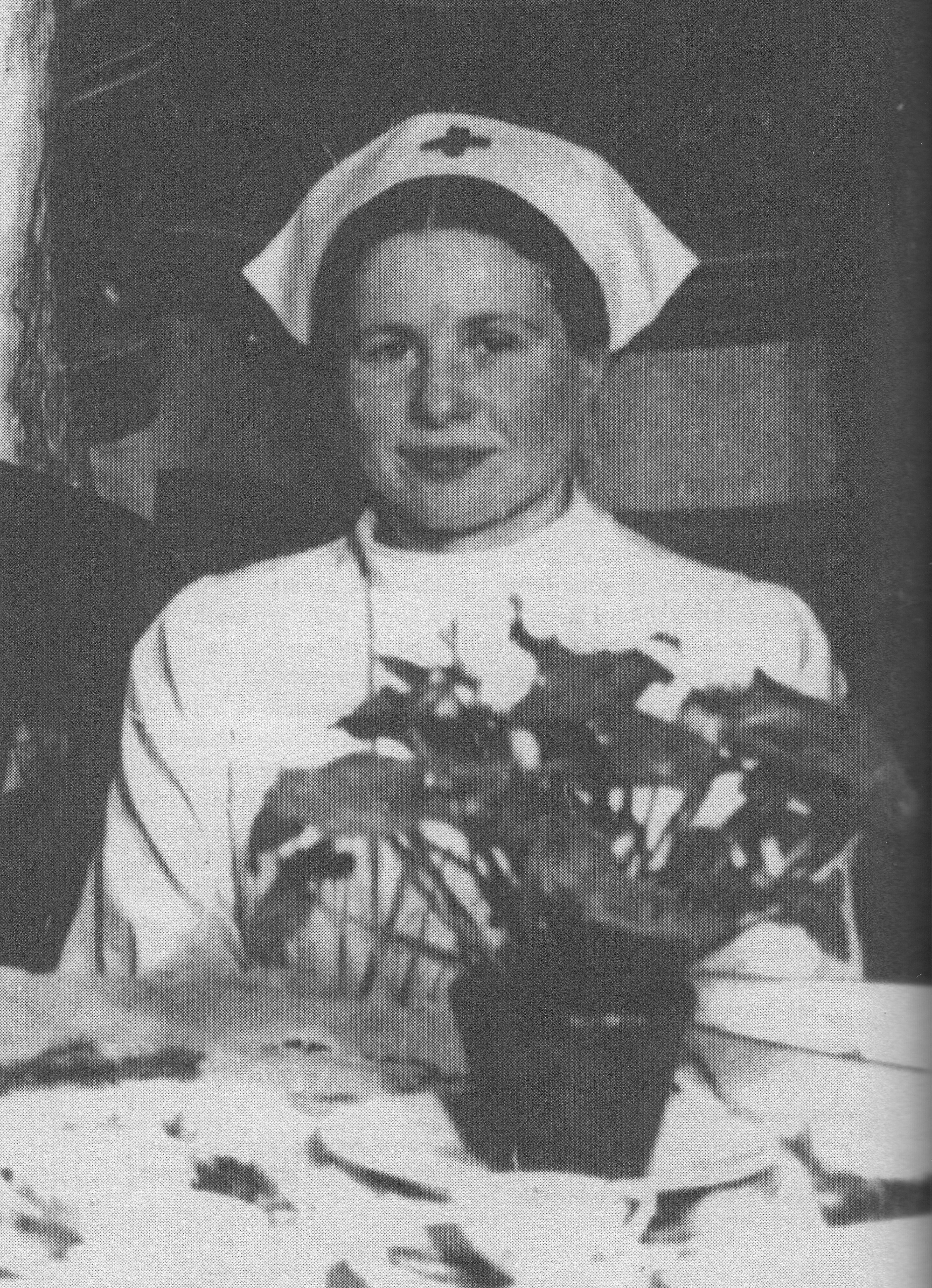
La Sendler, nella sua uniforme da infermiera, fotografata alla vigilia di Natale del 1944

Nell'ottobre 1943 la Sendler venne arrestata dalla Gestapo: fu sottoposta a pesanti torture (le vennero fratturate le gambe, tanto che rimase inferma a vita), ma non rivelò il proprio segreto. Condannata a morte, venne salvata dalla rete della resistenza polacca attraverso l'organizzazione clandestina Żegota, che riuscì a corrompere con denaro i soldati tedeschi che avrebbero dovuto condurla all'esecuzione. Il suo nome venne così registrato insieme con quello dei giustiziati, e per i mesi rimanenti della guerra visse nell'anonimato, continuando però a organizzare i tentativi di salvataggio di bambini ebrei.
Terminata la guerra e l'occupazione tedesca, i nomi dei bambini vennero consegnati a un comitato ebraico, che riuscì a rintracciare circa 2.000 bambini, anche se gran parte delle loro famiglie erano state sterminate a Treblinka e negli altri lager.

### Gli anni successivi al conflitto

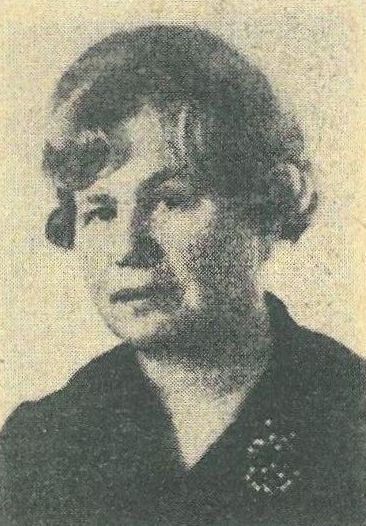
La Sendler nel 1967

Dopo la guerra subì alcune minacce anche dal regime comunista per i suoi contatti con il Governo in esilio della Polonia e l'Armia Krajowa. Dal 1948 al 1968 la Sendler è stata iscritta al Partito Comunista polacco, che abbandonò in seguito alle campagne antiebraiche condotte dallo stesso nel marzo del 1968.

## La memoria storica dell'opera di Irena Sendler

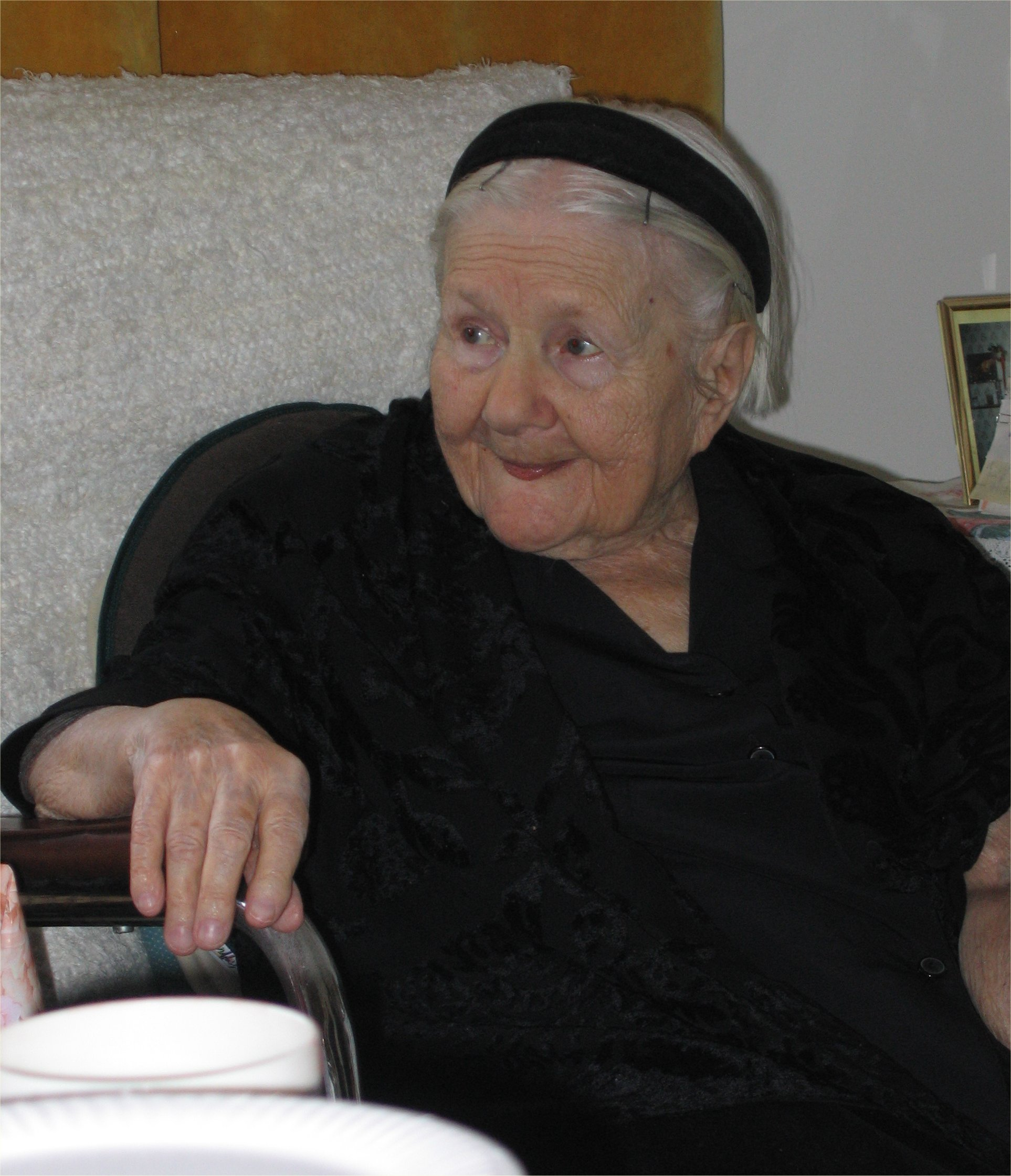
Irena Sendler fotografata due giorni prima del suo 95º compleanno

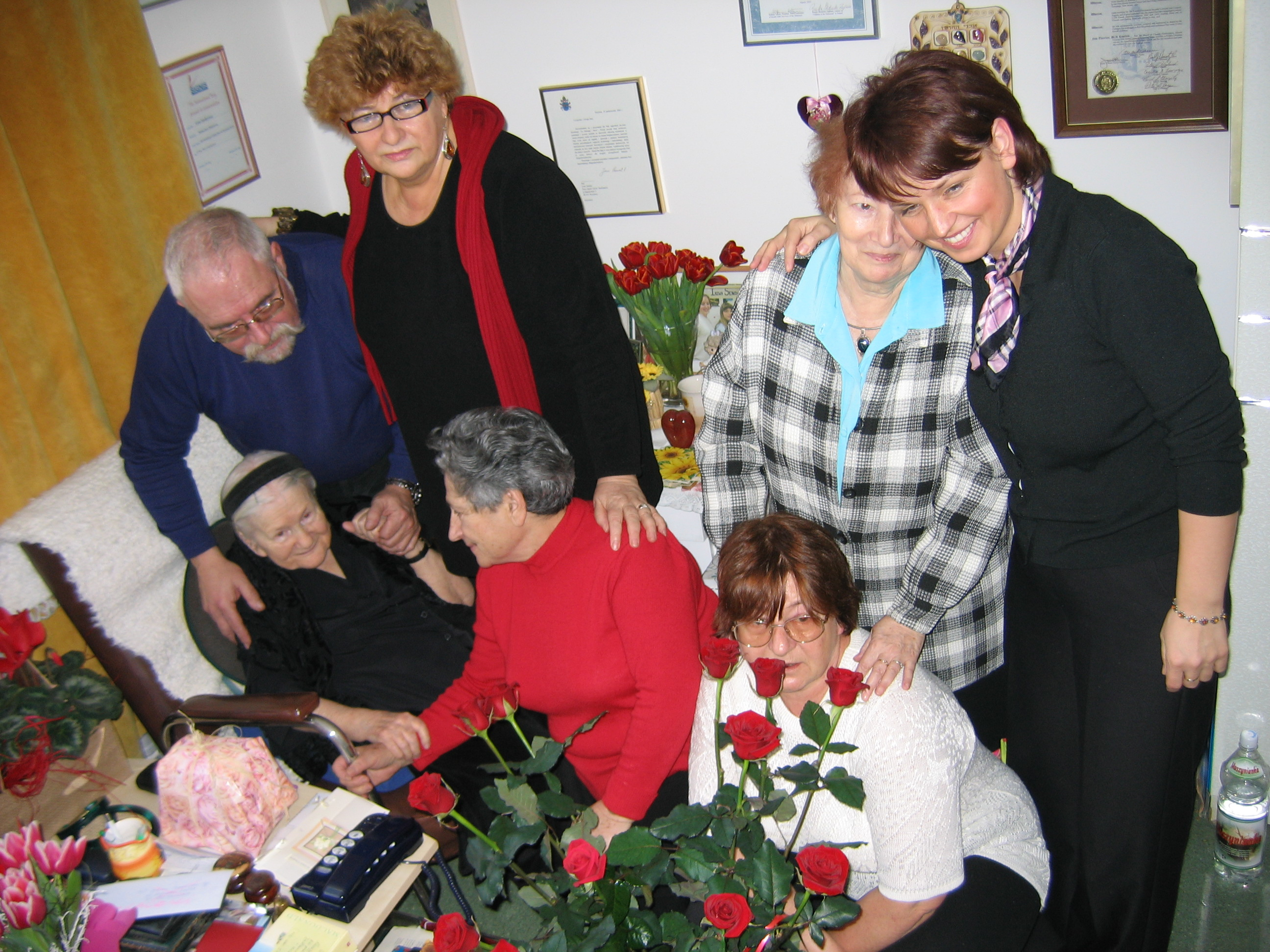
La Sendler con alcune persone da lei salvate quando erano bambini (Varsavia, 2005)

Nel 1965, Irena Sendler venne riconosciuta dallo Yad Vashem di Gerusalemme come una dei Giusti tra le nazioni. Soltanto in quell'occasione il governo comunista le diede il permesso di viaggiare all'estero, per ricevere il riconoscimento in Israele.
La storia della vita della Sendler è stata riscoperta nel 1999 da alcuni studenti di una scuola superiore del Kansas (cfr. il progetto Life in a jar), che hanno lanciato un progetto per fare conoscere la sua vita e il suo operato a livello internazionale.
Nel 2003, papa Giovanni Paolo II le inviò una lettera personale lodandola per i suoi sforzi durante la guerra. Il 10 ottobre 2003 essa ricevette la più alta decorazione civile della Polonia, l'Ordine dell'Aquila Bianca, e il premio Jan Karski "Per il coraggio e il cuore", assegnatole dal Centro Americano di Cultura Polacca a Washington.

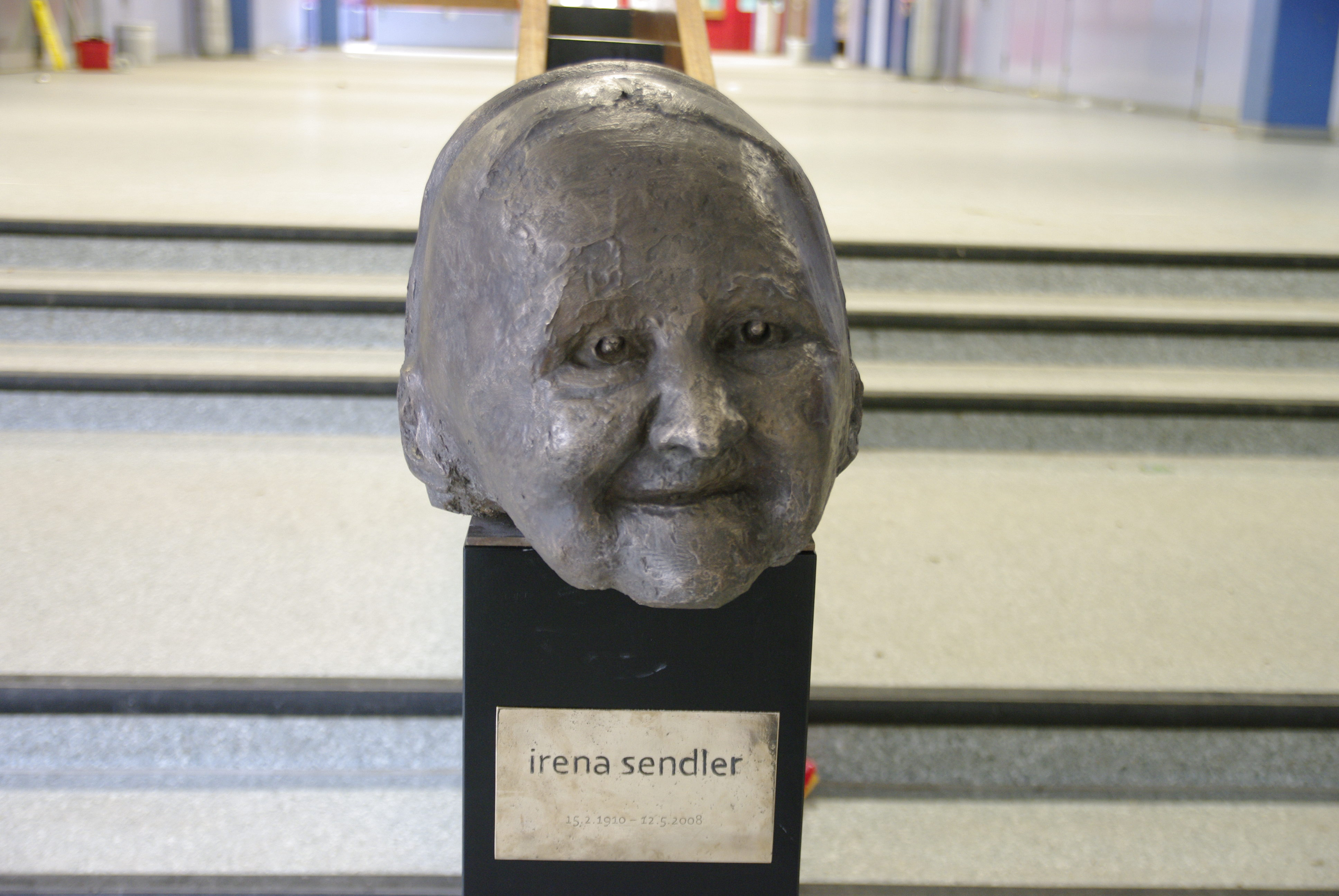
Scultura in una scuola di Amburgo intitolata ad Irena Sendler

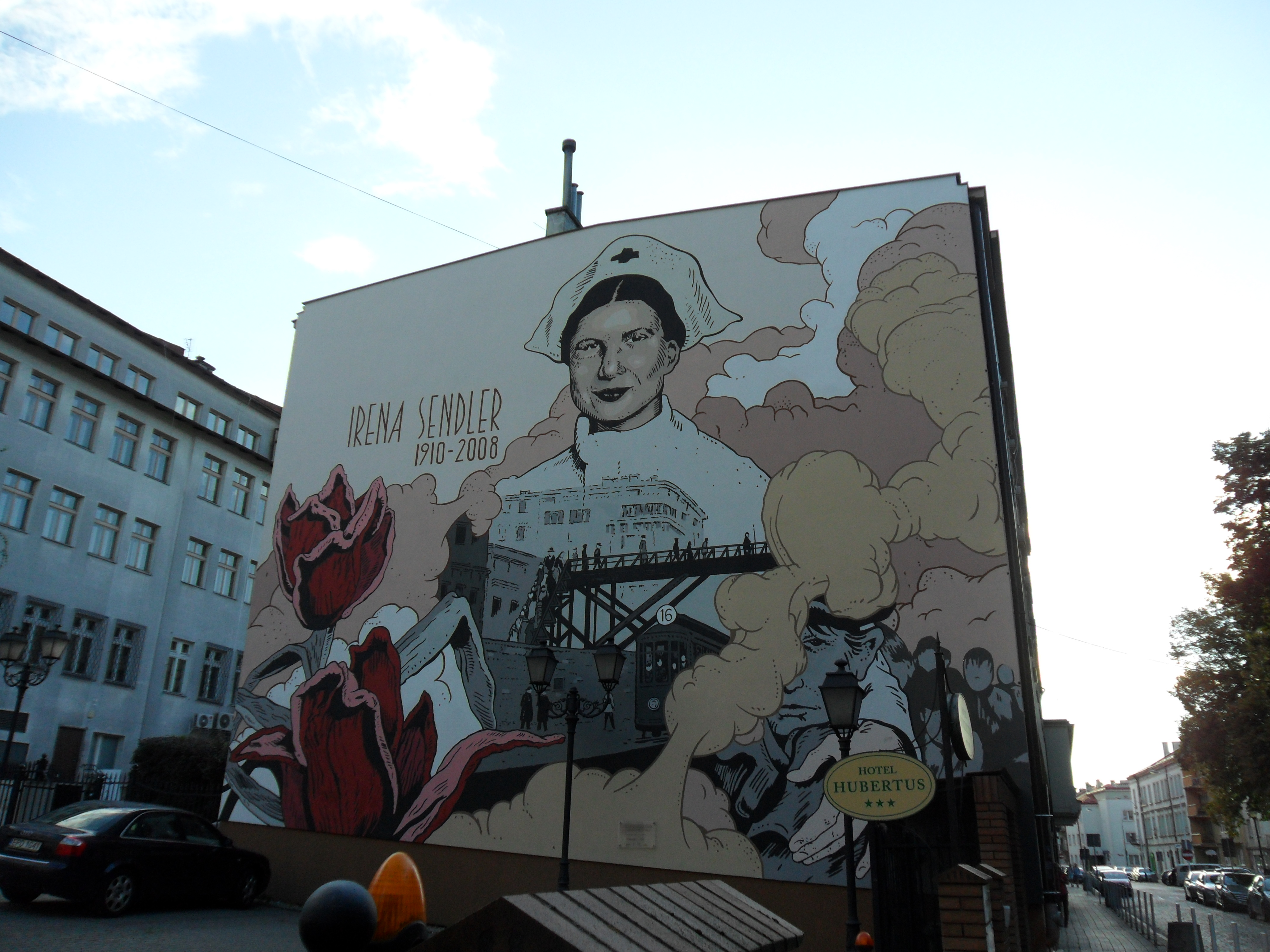
Murale dedicato a Irena Sendler a Rzeszów

Nel 2007 l'allora Presidente della Repubblica di Polonia Lech Kaczyński avanzò la proposta al Senato del suo Paese perché fosse proclamata eroe nazionale. Il Senato votò a favore, all'unanimità. Invitata all'atto di omaggio del Senato il 14 maggio dello stesso anno, all'età ormai di 97 anni non fu in grado di lasciare la casa di riposo in cui risiedeva, ma mandò una sua dichiarazione per mezzo di Elżbieta Ficowska, che aveva salvata da bambina.
(Lettera al Parlamento polacco)
Il nome di Irena Sendler venne anche raccomandato dal governo polacco per il premio Nobel per la pace, con l'appoggio ufficiale dello Stato di Israele espresso dal suo Primo ministro Ehud Olmert (anche se queste nomine dovrebbero essere mantenute segrete). Alla fine tuttavia, il premio venne assegnato ad Al Gore.

## Onorificenze
- Giusto tra le Nazioni, Gerusalemme, (Israele), 1965

## Filmografia
- Il coraggio di Irena Sendler, regia di John Kent Harrison (2009).[8]
- Irena Sendler: In the Name of Their Mothers, regia di Mary Skinner (2011).[9]